# Приморское (Генический район)
Приморское (укр. Приморське, до 2016 г. — Комиссаровка) — село в Генической городской общине Генического района Херсонской области Украины.
Население по переписи 2001 года составляло 70 человек. Почтовый индекс — 75543. Телефонный код — 5534. Код КОАТУУ — 6522182502.

## Местный совет
75542, Херсонская обл., Генический р-н, с. Озеряны, ул. Ленина, 61